# Перу на зимних Олимпийских играх 2022
Перу на зимних Олимпийских играх 2022 года была представлен одним спортсменом в горнолыжном спорте. Перу в третий раз принял участие в зимних Олимпийских играх и вновь остались без медалей.

## Результаты соревнований

### Лыжные виды спорта

#### Горнолыжный спорт
Квалификация спортсменов для участия в Олимпийских играх осуществлялась на основании специального квалификационного рейтинга FIS по состоянию на 16 января 2022 года. При этом НОК для участия в Олимпийских играх мог выбрать только того спортсмена, который вошёл в топ-500 олимпийского рейтинга в своей дисциплине, и при этом имел определённое количество очков, согласно квалификационной таблице. Страны, не имеющие участников в числе 500 сильнейших спортсменов, могли претендовать только на квоты категории «B» в технических дисциплинах. По итогам квалификационного отбора сборная Перу получила одну квоту, благодаря успешным выступлениям Орнелы Эттль Рейес.
Женщины
| Соревнование      | Спортсмены         | 1 спуск | 1 спуск | 2 спуск | 2 спуск | Всего   | Место | Отставание |
| Соревнование      | Спортсмены         | Время   | Место   | Время   | Место   | Всего   | Место | Отставание |
| ----------------- | ------------------ | ------- | ------- | ------- | ------- | ------- | ----- | ---------- |
| слалом            | Орнела Эттль Рейес | 1:03,25 | 53      | 1:01,34 | 44      | 2:04,59 | 44    | +19,61     |
| гигантский слалом | Орнела Эттль Рейес | 1:12,52 | 56      | 1:11,53 | 56      | 2:24,05 | 46    | +28,36     |